# 珍珠廣場

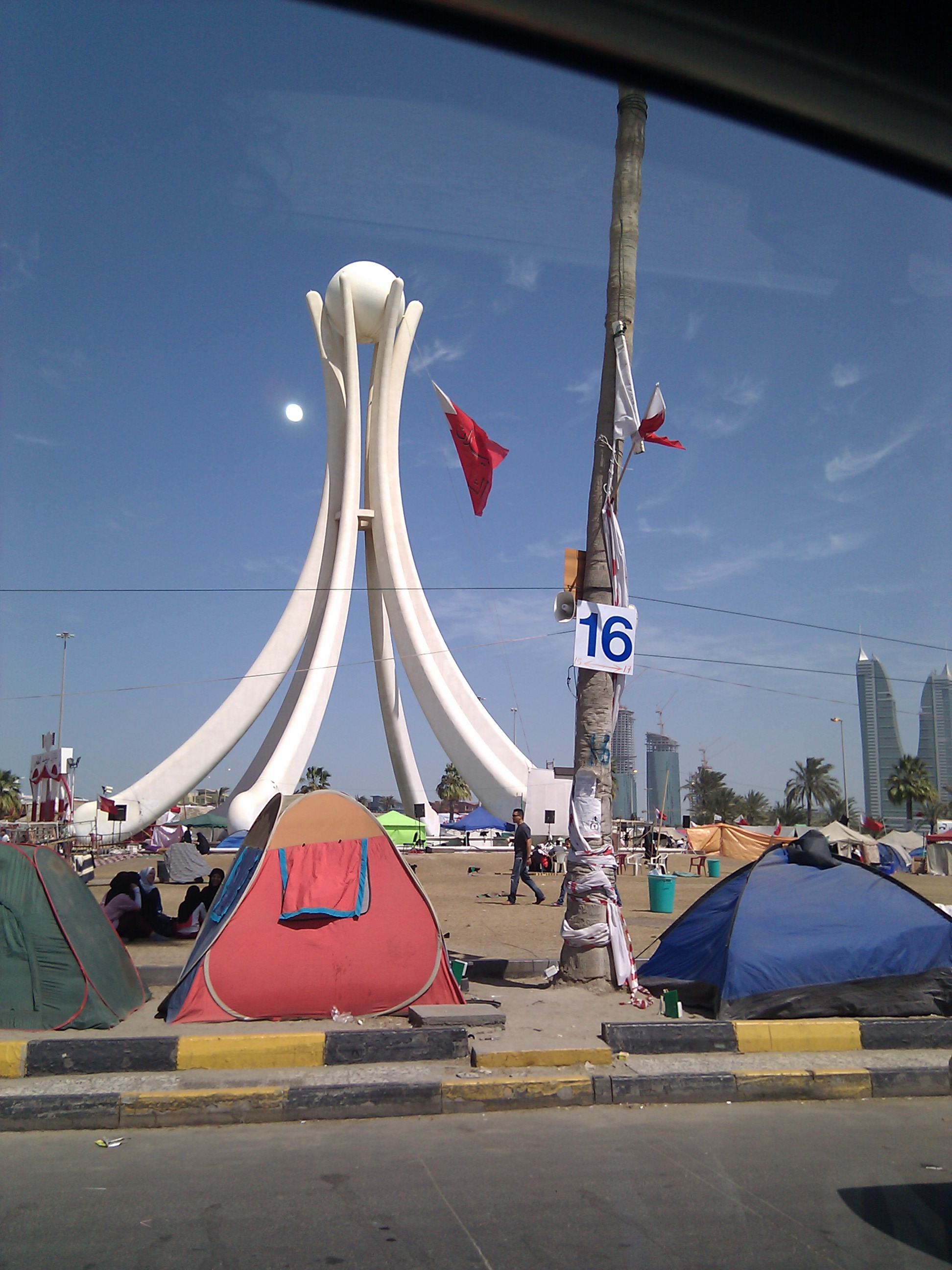
紀念塔被拆毀前幾日，示威者在廣場駐守

珍珠廣場（阿拉伯语：‎），巴林政府稱為「海灣合作委員會廣場」，是巴林首都麥納麥金融區附近的迴旋處。珍珠廣場是進入首都多條路線的主要交匯處，鄰近多個地標，如巴林世界貿易中心。
2011年，巴林爆發反政府示威，示威者聚集於珍珠廣場。3月16日，政府驅散示威者陣營，兩日後，廣場中央的珍珠紀念塔被政府夷平。

## 珍珠紀念塔
1982年海灣合作委員會第6次會議期間，珍珠紀念塔豎立在迴旋處中央。紀念塔由6張獨桅帆船的帆組成，承托着上方的珍珠。6張帆象徵海灣六國，珍珠象徵共同的傳統和巴林的養珠業歷史。紀念塔的圖樣出現在500費爾硬幣上，500費爾是巴林最大面值的流通硬幣。
2011年3月18日上午，政府拆毀珍珠紀念塔。政府在電視上解釋，反政府示威者「冒犯」和「褻瀆」了紀念塔，因此必須把它「潔淨」。

## 2011年反政府示威
2011年2月起，巴林的反政府示威者在珍珠廣場示威，示威者將珍珠廣場比作埃及開羅的解放廣場，即2011年埃及革命的主要示威地點。
2月17日，示威者在廣場過夜時，警隊在3時嘗試清場，造成多人受傷，最少6名平民死亡。事後，警官哈森表示，早前已警告過示威者，但他們拒絕離開，而且示威者持有刀械和手槍。巴林國防軍坦克佔領廣場，阻止示威者再度在該處聚集。醫院附近的示威者嘗試再度佔領廣場，但被在廣場駐守的軍隊射擊
其後，巴林王儲薩勒曼·阿勒哈利法在電視上要求各方保持克制。翌日，他下令軍隊坦克離開廣場，並容許示威者和平佔據該處，更保證他們能繼續示威而不會再受攻擊。然而，在3月16日，巴林國防軍、防暴警察和半島防衞軍推倒並焚燒示威者帳蓬。